# Harry Leigh
Walter Harold "Harry" Leigh (1888 - sau năm 1912) là một cầu thủ bóng đá người Anh từng thi đấu cho Barnsley và Stoke.

## Sự nghiệp
Leigh sinh ra ở Lymm và bắt đầu sự nghiệp với Aston Villa nhưng ông chuyển sang Barnsley mà không ra sân trận nào. Ông thi đấu một trận cho The "Tykes" năm 1909 trước khi bị giải phóng hợp đồng và Leigh kí hợp đồng với đội bóng Southern League Stoke năm 1909. Ở mùa giải đầu tiên của ông với câu lạc bộ ông thi đấu 47 lần và có 10 bàn thắng, trong mùa giải thứ hai ông thi đấu 19 trận và ghi một bàn thắng. Sau đó ông thi đấu cho Winsford United.

## Thống kê sự nghiệp
Nguồn:
| Câu lạc bộ          | Mùa giải            | Giải quốc nội                                               | Giải quốc nội | Giải quốc nội | Cúp FA  | Cúp FA    | Tổng    | Tổng      |
| Câu lạc bộ          | Mùa giải            | Hạng đấu                                                    | Số trận       | Bàn thắng     | Số trận | Bàn thắng | Số trận | Bàn thắng |
| ------------------- | ------------------- | ----------------------------------------------------------- | ------------- | ------------- | ------- | --------- | ------- | --------- |
| Barnsley            | 1908-09             | Second Division                                             | 1             | 0             | 0       | 0         | 1       | 0         |
| Stoke               | 1909-10             | Birmingham & District League / Southern League Division Two | 42            | 9             | 5       | 1         | 47      | 10        |
| Stoke               | 1910-11             | Birmingham & District League / Southern League Division Two | 19            | 1             | 0       | 0         | 19      | 1         |
| Tổng cộng sự nghiệp | Tổng cộng sự nghiệp | Tổng cộng sự nghiệp                                         | 62            | 10            | 5       | 1         | 67      | 11        |